# Sint Annabaai
De Sint Annabaai is een diepe baai aan de zuidkust van Curaçao. Hij scheidt het oude centrum van Willemstad in twee delen en verbindt de Caribische Zee met het Schottegat, de natuurlijke haven van Willemstad.
Aan de oostzijde van de Sint Annabaai ligt het stadsdeel Punda en aan de westzijde ligt Otrobanda. Deze wijken worden voor voetgangers verbonden via een pontonbrug, de Koningin Emmabrug uit 1886. Als de brug open is wordt de verbinding gevormd door een gratis pontje. Ten noorden van de stad is er ook een vaste verbinding voor het verkeer, via de Koningin Julianabrug.
Aan de monding van de baai ligt Fort Amsterdam uit 1635.
De naam komt van de Spanjaarden die Curaçao in 1499 hebben ontdekt. Zij zouden op de naamdag van Sint Anna aan land zijn gegaan, en daarom zou de baai de naam Bahía de Santa Ana hebben gekregen

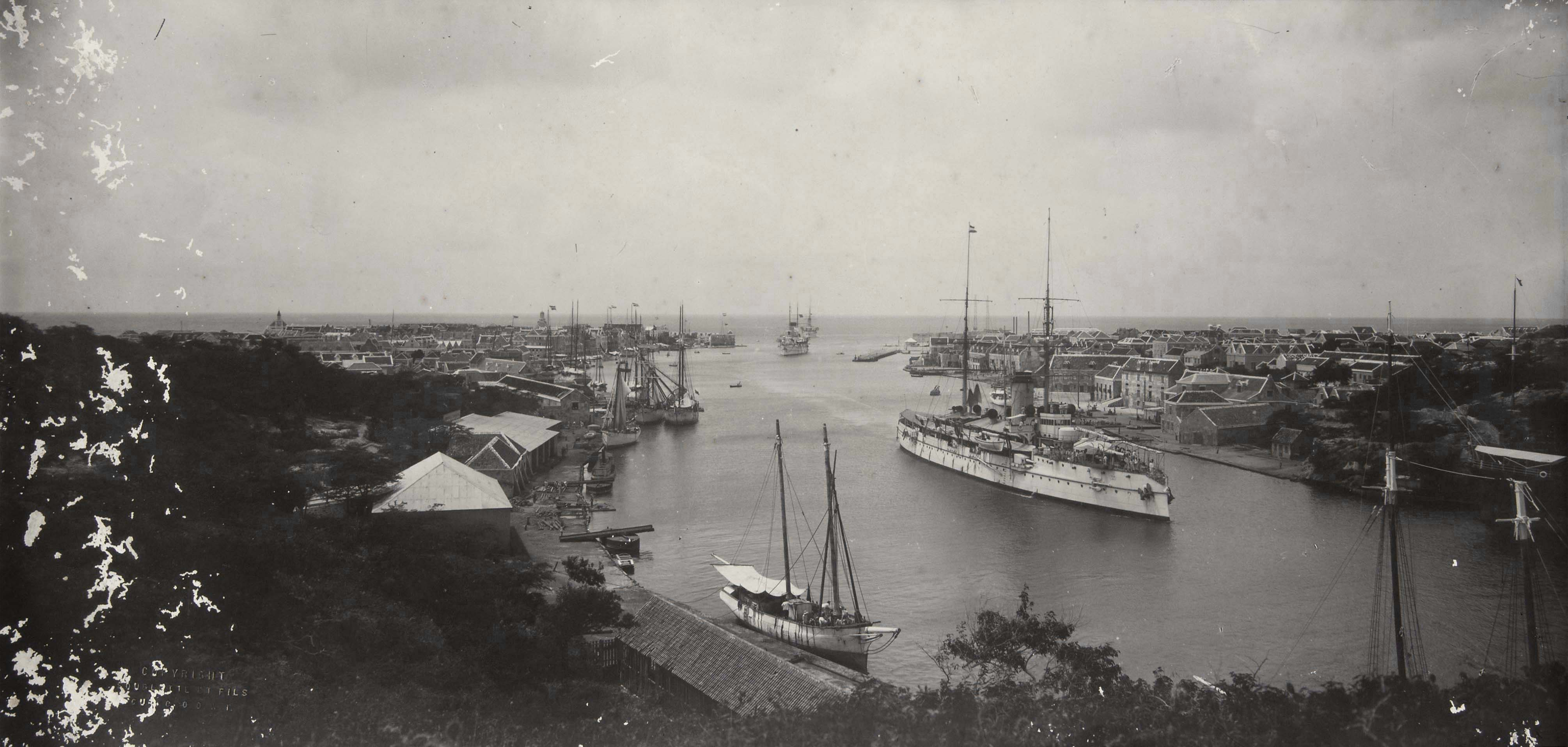
De baai gezien vanuit het noorden rond 1907 met links Punda, Pietermaai en Scharloo en rechts Otrobanda. In de baai liggen drie Nederlandse oorlogsschepen
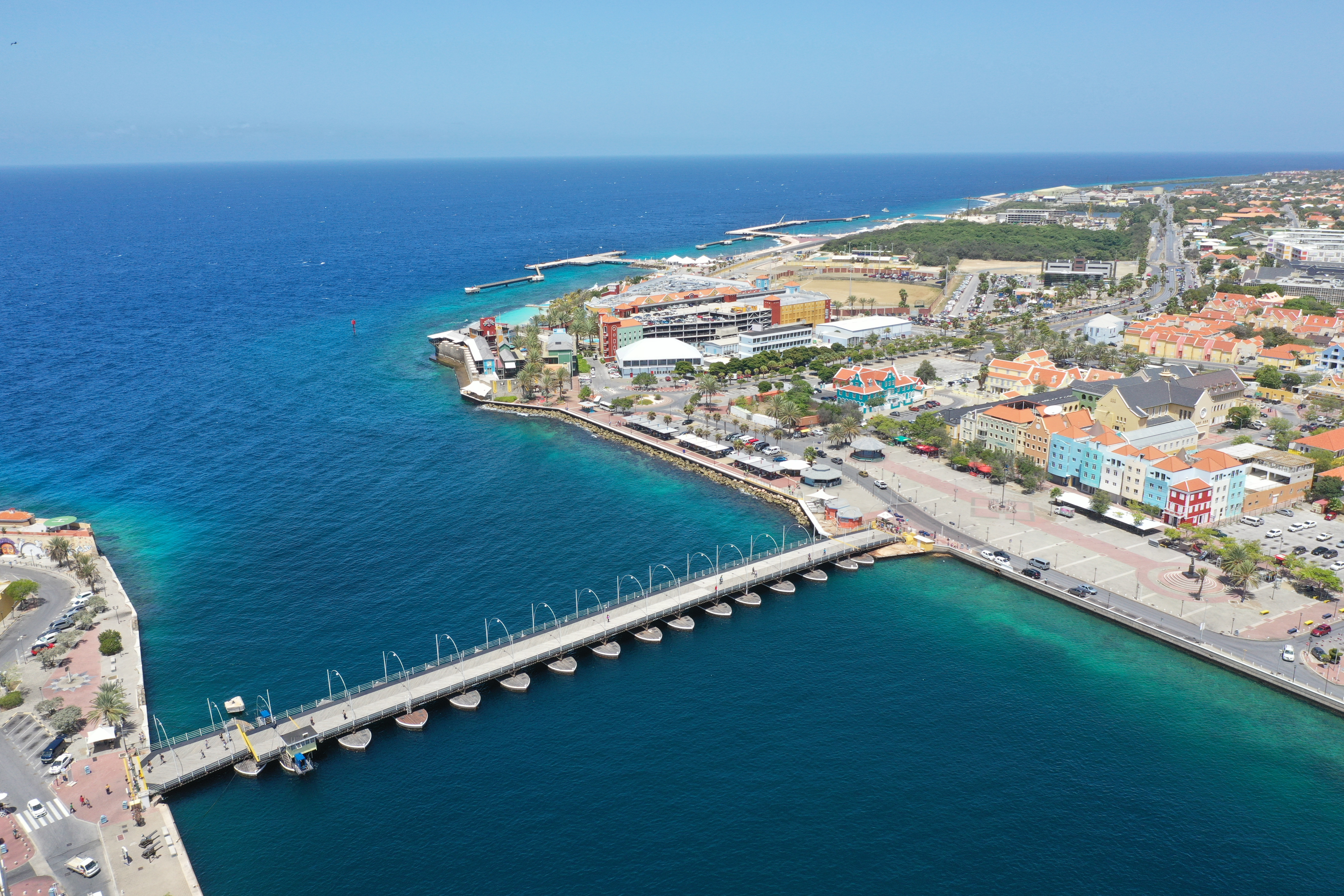
Koningin Emmabrug (2019)
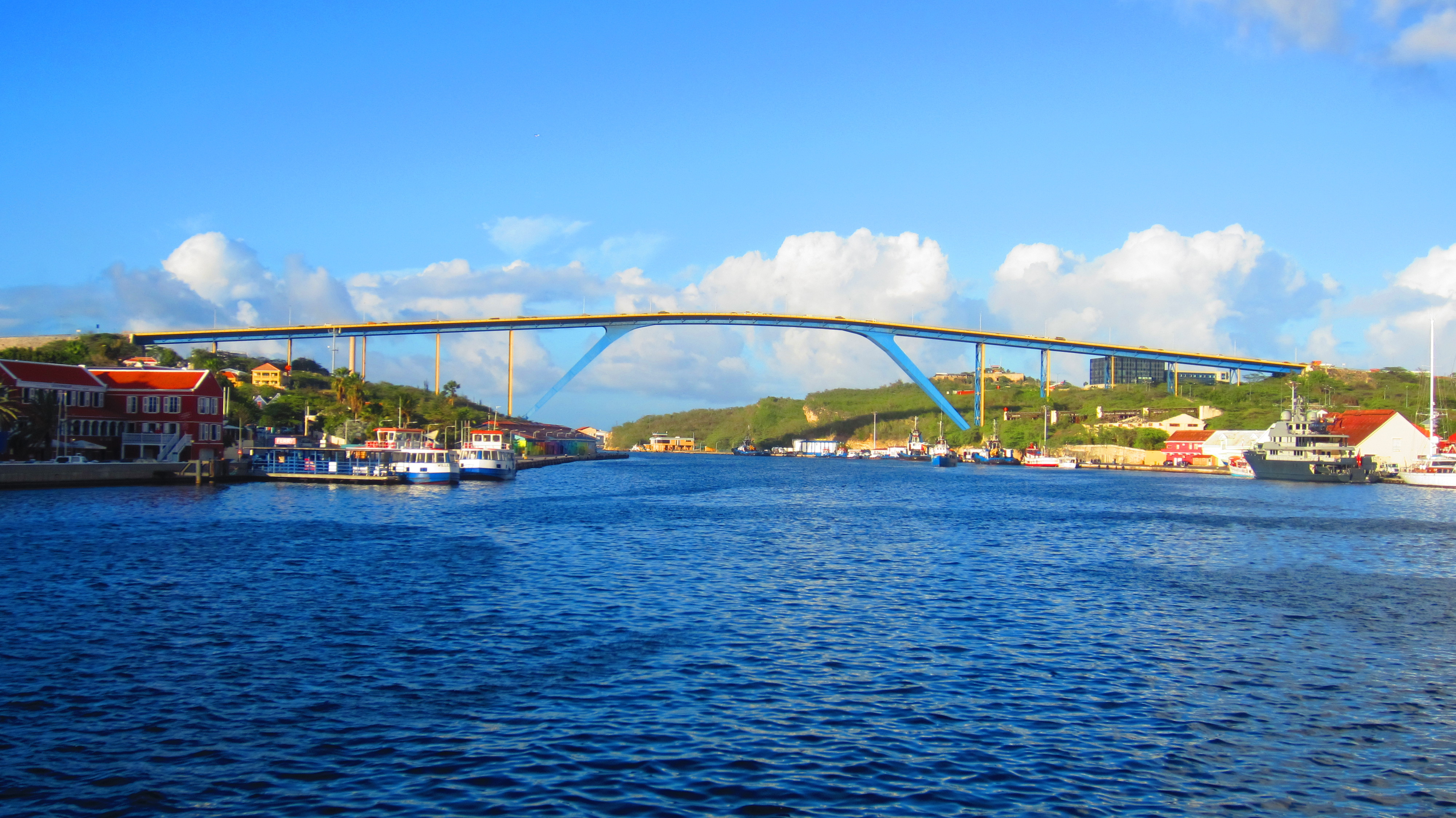
Zicht op de Koningin Julianabrug (2015)